# Gilde freiheitlicher Bücherfreunde
Die Gilde freiheitlicher Bücherfreunde existierte von 1929 bis 1933 als Buchgemeinschaft, eine kulturpolitische anarchosyndikalistische Organisation mit der Zielsetzung, der arbeitenden Bevölkerung kostengünstig freiheitliche Literatur zur Verfügung zu stellen und das Interesse für Kunst, Kultur und Literatur zu fördern.

## Gründung
In Berlin wurde die Gilde freiheitlicher Bücherfreunde (GfB) 1929 gegründet; eine Initiative der Berliner Freien Arbeiter-Union Deutschlands (FAUD). In der Weimarer Republik hatten Organisationen der Arbeiterbewegung selbstständige Buchgemeinschaften mit unterschiedlichen kulturellen und politischen Ausrichtungen gegründet, nämlich:
- die Büchergilde Gutenberg,
- die sozialdemokratische Buchgemeinschaft Der Bücherkreis
- die Universum Bücherei für alle, die der Kommunistischen Partei Deutschland (KPD) nahestand.

In den fünf Jahren des Bestehens der Gilde gründeten sich ebenfalls in anderen Städten Ortsvereine: in Heilbronn, Braunschweig, Leipzig, Potsdam, Dresden, Breslau, Hamburg, Nürnberg, Göppingen und anderen Orten. Die verschiedenen Ortsgilden waren der Reichsgilden-Leitung mit Sitz in Berlin angeschlossen. Hier wurden von einem Reichsgildenleiter die Geschäfte der Gilde und des Verlages erledigt. Die Ortsgilden entschieden alle zwei Jahre auf einem Reichsgildentag über die organisatorischen Angelegenheiten der Gruppen. Am 1. Mai 1929 gab die Gilde freiheitlicher Bücherfreunde eine Zeitschrift heraus mit dem Titel Besinnung und Aufbruch, in der sie ihre Satzung veröffentlichte und die Ansicht der Gilde deutlich zum Ausdruck brachte: „Mehr denn je gilt es heute, den glimmenden Funken der geistigen und sozialen Revolution zu heller Flamme anzufachen... Wir wollen für die Ideen des freien Sozialismus nicht nur trocken und theoretisch werben, sondern mitten ins Leben hinein...“ (aus: Nr. 1, 1929). Verantwortlicher Redakteur war seit 1931 Helmut Rüdiger, der im November 1932 nach Spanien emigrierte. Der Verleger Werner Henneberger wurde 1933 von der Gestapo verhaftet. Ebenfalls 1929 entstand die ASY-Verlags GmbH in Berlin die mit der GfB im Prinzip identisch war. Verleger und Schriftführer war zuerst Willi Jadau, ab 1931 W. Henneberger. In Leipzig und Berlin entstanden Gildenheime mit eigener Bibliothek und Lesesaal.

## Geschichte
Die Aktivitäten der Gilde freiheitlicher Bücherfreunde beschränkten sich nicht alleine auf den Buchverlag und -verkauf, organisiert wurden seit Beginn kulturpolitische Veranstaltungen in den meisten Ortsgruppen. Diese Veranstaltungen waren als Gegensatz zu den Bildungsinstituten der zentralgelenkten Gewerkschaften und den etablierten Parteien gedacht. Die FAUD-Zeitung Der Syndikalist, erschien von 1918 bis 1932 im Fritz-Kater-Verlag und stand in direkter Verbindung mit der Geschäftskommission der Reichsgildenleitung in Berlin. Nach einer gründlichen Untersuchung wurde festgestellt, dass die Geschäftsleitung einen größeren Geldbetrag von den Verwaltungskosten des Verlages entwendet hatte. Daraufhin wurde 1928 auf dem FAUD-Reichskongress beschlossen, den Verlag und die Geschäftskommission zu trennen, da auch Schulden von 30.000 Mark entstanden waren. 1929 wurde dann als Alternative der ASY-Verlag gegründet. Bereits im April 1929 entstand vor der offiziellen Gründung der GfB eine Gruppe in Leipzig, unabhängig von der Berliner Buchgemeinschaft, mit einer eigenen Satzung. Mitgründer Arthur Holke schrieb hierüber, „Unsere Gilde wollte mehr sein als ein Büchervermittler. Wir wollten teilnehmen an der Kulturarbeit der Leipziger Arbeiterschaft“ (aus: Besinnung und Aufbruch, 1929). Mit einem Vortrag von Rudolf Rocker über Maxim Gorki trat die Leipziger Gilde an die Öffentlichkeit. Die Göppinger Gilde hatte zwischen 1929 und 1930 achtzig Mitglieder, davon 10 von der FAUD (Besinnung und Aufbruch, 5. Jahrgang 1933). Die Berliner Gildenzentrale hatte 800 Mitglieder. Aktivist in Göppingen war Karl Dingler, der 1935 zu einem Jahr Gefängnis und drei Monaten Konzentrationslager (KZ) verurteilt wurde (Helge Döhring, Syndikalismus im Ländle). Dingler überlebte das KZ. Der Verleger Arthur Holke vom Verlag Der Anarchist und Autor in der Gilden-Zeitschrift starb 1940 im KZ. Die FAUD-Zeitschrift Internationale wurde im Oktober 1932 verboten. Am 5. März 1933 erging der FAUD das gleiche Schicksal; vier Tage später wurde der ASY-Verlag von der Polizei durchsucht. Die Gestapo verhaftete zehn Aktivisten der Gilde freiheitlicher Bücherfreunde, darunter Werner Henneberger, Max Büttner und Paul Brunn. Die Korrespondenz und Adressenkarteien der GfB wurden konfisziert sowie Bücher im Wert von rund 100.000 Reichsmark.
1936 setzte der Asy-Verlag seine Tätigkeit in Barcelona fort. 1947 wurde in Bremen die Gilde freiheitlicher Bücherfreunde neu gegründet und gab im Januar 1948 ein Mitteilungsblatt heraus mit dem Titel „Die Gilde“ unter der Leitung von Bernhard Koch (1901–1983). In Darmstadt fand am 23. und 24. August 1947 eine Tagung der freiheitlichen Bücherfreunde statt; mit der Föderation freiheitlicher Sozialisten (FFS) hatte die GfB in späteren Jahren engen Kontakt.  Außerdem erschien in Zusammenarbeit mit der FFS das Mitteilungsblatt Unsere Stimme (1954–1956), herausgegeben von Hans Weigl.

## Kulturpolitische Aktivitäten
Die Veranstaltungen der Ortsgilden hatten bildungspolitische Inhalte mit Lichtbildvorträgen, Schulpädagogik, Musik, Diskussion über Malerei, Filme und gingen über rein anarchistische Stellungnahmen hinaus, jedoch immer über freiheitliche Standpunkte. Vorträge unter anderem über August Strindberg, Erinnerungen zu Leo Trotzkis Mein Leben und zu George Grosz, Themen zur Nacktkultur, Mahatma Gandhis Befreiungskampf des indischen Volkes, Rudolf Rocker über Jack London und Upton Sinclair oder über Knut Hamsun. Helene Stöcker referierte zum Thema Die Ehe als psychologisches Problem. Zum Andenken an Gustav Landauer hielt Rocker eine Gedenkrede. Politische Themen waren keineswegs Tabu. Erich Mühsam sprach über Revolutionäre Kunst und Künstler und Rebell; es wurde über Benito Mussolini und der Faschismus in Italien sowie über die Weltwirtschaftskrise gesprochen. Helmut Rüdiger hielt einen Vortrag zum Thema Der Krieg und die Literatur, des Weiteren über die Kunst von Frans Masereel. FAUD-Mitglied Karl Preiss sprach über Der Arbeiter und seine Literatur. Über die Veranstaltungen wurden die Leser der GfB-Zeitschrift Besinnung und Aufbruch, einige mit Karikaturen und Illustrationen versehen, informiert. Einzelne Ausgaben und Broschüren hatten zum Inhalt die Funktion der Massenmedien sowie die Schriftsteller Theodor Plievier und Emma Goldmann. Der GfB-Verlag übernahm vom Verlag Der Syndikalist R. Rockers Hinter Stacheldraht und Gitter Johann Most, Das Leben eine Rebellen; von Alexander Bergmann Die Tat. Gefängniserinnerungen eines Anarchisten.
Die aktivsten Ortsgilden befanden sich in Berlin, Braunschweig, Leipzig und Göppingen. Die monatlich gehaltenen Veranstaltungen fanden in der damaligen sozialistischen und kommunistischen Presse kaum Resonanz. Inserate und redaktionelle Hinweise wurden abgelehnt. In Zusammenarbeit mit der FAUD wurden 1932 Vortragsreisen gehalten von Theodor Plievier, der in zwanzig Städten auftrat und Emma Goldmann, die im März und April 1932 in über zwanzig Ortsgilden sprach. Da E. Goldmann als radikale Anarchistin angesehen wurde, und sie mit jüdischem Hintergrund Angriffen von Nationalsozialisten ausgesetzt war, konnten ihre Vorträge nicht immer öffentlich angekündigt werden und wurden als Mitgliederversammlung getarnt. In Schweinfurt hielt sie eine Rede ohne namentlich genannt zu werden, stattdessen wurde der Name von Milly-Witkop-Rocker bekanntgegeben. Im schwäbischen Göppingen erreichte Plievier Besucherzahlen von rund 500 Personen.

## Verlagseigene Werke der Gilde freiheitlicher Bücherfreunde
1. Mai 1929 bis 31. Dezember 1932. Von der Gilde freiheitlicher Bücherfreunde, Göppingen
- Band 1: Bruno Vogel: Alf. Berlin 1929
- Band 2: Fritz Gross: Die letzte Stunde. Legenden vom Tode. Berlin 1929
- Band 3: Han Ryner: Nelti. Zukunftsroman, übersetzt von Augustin Souchy, Berlin 1930
- Band 4: Emile Pataud und Émile Pouget: Das letzte Gefecht. Revolutionsroman, übersetzt von Rudolf Rocker, illustriert von Fermin  Rocker; parallel im ASY-Verlag und als Gildenbuch, Berlin 1930
- Band 5: Karl Plättner: Der Mitteldeutsche Bandenführer. Mein Leben hinter Kerkernmauern. Berlin 1930
- Band 6: Max Nettlau: Anarchisten und Sozialrevolutionäre. Die historische Entwicklung des Anarchismus in den Jahren 1880–1886. Berlin 1931
- Band 7: William Godwin:  Caleb Williams oder Die Dinge, wie sie sind. Berlin 1931
- Band 8: Isaak Nahaman Steinberg: Gewalt und Terror in der Revolution. Oktoberrevolution oder Bolschewismus. (Übernahme aus dem Rowohlt-Verlag), Berlin 1931
- Band 9: Robert von Radetzky: Am Rande des Bürgersteigs. Berlin 1931
- Band 10: Erich Mühsam: Sammlung 1898–1928 Gedichte und Prosa. (Übernahme aus dem J. M. Spaeth Verlag, Berlin), GfB, Berlin 1928
- Anstelle eines 11. Bandes: Malik, Originalausgaben zur Auswahl: Theodor Plievier: Der Kaiser ging, die Generäle blieben. Ernst Ottwald, Ruhe und Ordnung. Ilja Ehrenburg: Die Verschwörung der Gleichen
- Band 12: John Henry Mackays Werke in einem Band. (Übernahme aus dem Stirner-Verlag, Berlin) Berlin 1933

## Die Gilde
Die Gilde war eine Zeitschrift der GfB, erschienen 1948 in Bremen. Das Blatt sollte die Neugründung der GfB nach dem Zweiten Weltkrieg unterstützen und „Die Gilde zu einer umfangreichen Gildenzeitschrift auszubauen und dadurch das Ideengut des freiheitlichen Sozialismus immer weiteren Menschen näher zu bringen....“ (in „Die Gilde“, Nr. 1, 1948). Herausgeber war Bernhard Koch und es erschienen im 1. Jahrgang wahrscheinlich nur 6 Ausgaben.